# RG・スナイマン
ルドルフ・ガーハーダス・スナイマン（Rudolph Gerhardus Snyman、1995年1月29日 - ）は、ユナイテッド・ラグビー・チャンピオンシップ、レンスターに所属するラグビー選手。通称RGスナイマン。

## プロフィール
- 南アフリカ・ポチェフストルーム出身。
- ポジションはロック(LO)。
- 身長 206cm、体重 120kg
- 南アフリカ代表キャップは23（2020年5月現在）でラグビーワールドカップ2019の南アフリカ代表に選ばれた[1]。
- 世界選抜に選ばれたことがある[2]。

## 略歴
ブルー・ブルズ、ブルズを経て、2017年、Honda Heat(現・三重ホンダヒート)に加入。同年9月9日に行われたジャパンラグビートップチャレンジリーグマツダブルーズーマーズ戦に先発出場で公式戦初出場を果たした。
2020年、Honda Heatを退団後、マンスターに加入。
2024年、レンスターに加入。